# Glubokij rejd
Glubokij rejd (Глубокий рейд) è un film del 1937 diretto da Pёtr Petrovič Malachov.